# Komisja Wykonawcza Dyktatora w Warszawie
Komisja Wykonawcza Dyktatora w Warszawie – centralny organ władz powstania styczniowego od 15 marca do 26 marca 1863. Funkcjonował równolegle do Rządu Narodowego Cywilnego.

## Utworzenie
12 marca 1863 emisariusze stronnictwa białych, bezpodstawnie powołując się na pełnomocnictwa Tymczasowego Rządu Narodowego, przekonali niezorientowanego w sprawach politycznych Mariana Langiewicza do objęcia dyktatury. Ten powołał nowy Rząd Narodowy Cywilny, rozwiązując formalnie TRN. 
W zaistniałej sytuacji, dotychczasowi członkowie TRN uznali, że rząd dotychczasową swoją władzę składa w jego ręce i wzywa cały naród do posłuszeństwa dyktatorowi. Jednak zastrzegli sobie, że w części kraju zajętej przez nieprzyjaciela z upoważnienia dyktatora rozporządzenia wydawać będzie Komisja Wykonawcza. Utworzono tym samym Komisję Wykonawczą Dyktatora w Warszawie.

## Skład
- Oskar Awejde
- Jan Majkowski, sekretarz
- Leon Królikowski
- Karol Ruprecht